# Source Bleue (Malbuisson)
Koordinaten: 46° 48′ 32,8″ N, 6° 19′ 27″ O
Die Source Bleue (dt. „Blaue Quelle“) ist eine Karstquelle bei Malbuisson im Département Doubs in der Region Bourgogne-Franche-Comté in Frankreich.

## Beschreibung

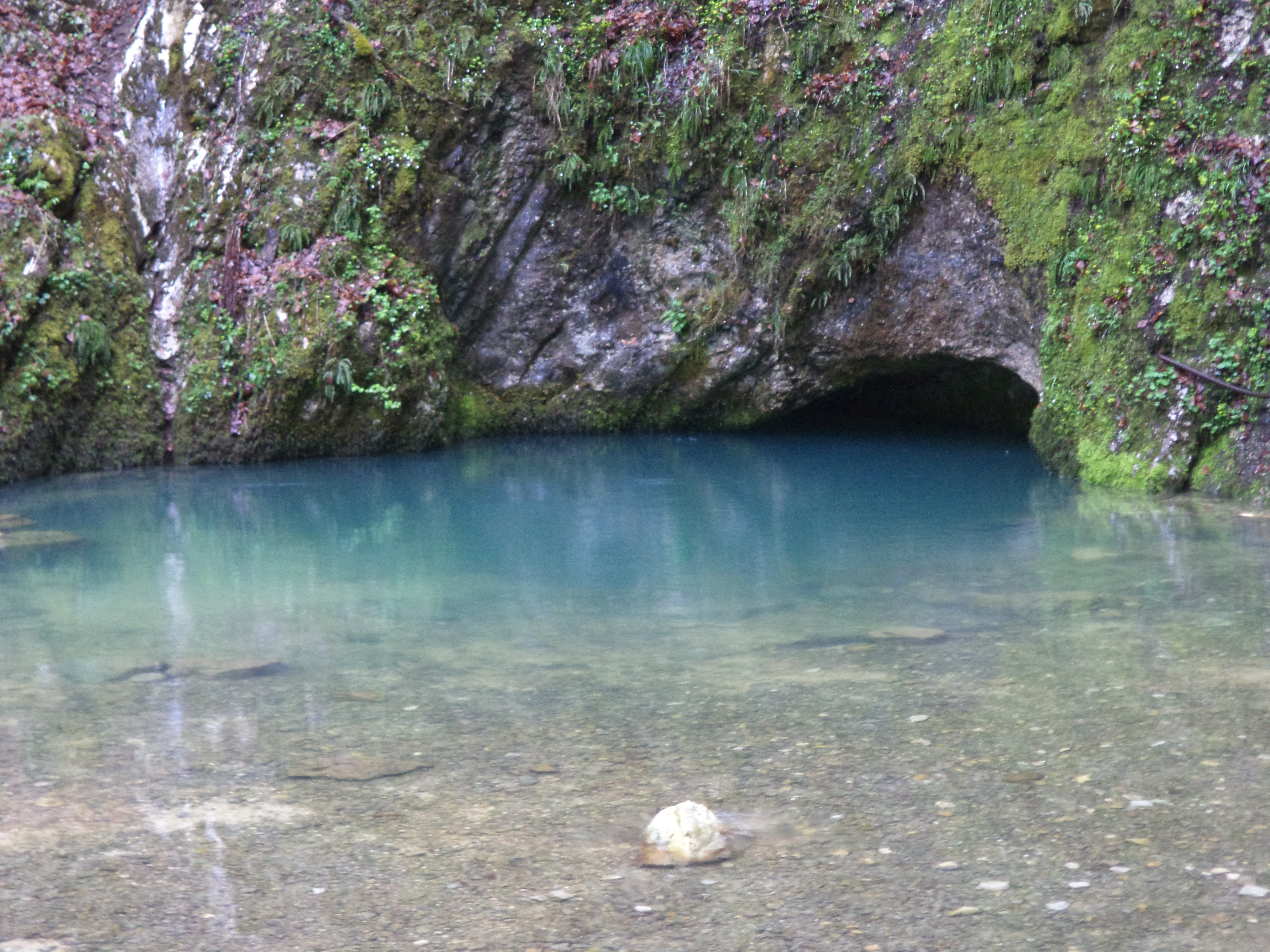
Der Quellaustritt

Die Quelle liegt im Wald südöstlich der Départementsstraße 427. Der dort entspringende Bach mündet nach etwa 1,1 km in den vom Doubs durchflossenen See Lac de Saint-Point. Das Quellwasser entspringt einem verzweigten Höhlensystem und tritt an einer kleinen Öffnung im Felsen zutage. Im hinteren Bereich der Austrittsstelle schimmert es bläulich. Die Schüttung kann stark variieren.